# Calamosternus acriculus
Calamosternus acriculus är en skalbaggsart som beskrevs av Vladimir Balthasar 1938. Calamosternus acriculus ingår i släktet Calamosternus och familjen Aphodiidae. Inga underarter finns listade.